# Bogucice Pierwsze
Bogucice Pierwsze – wieś w Polsce, położona w województwie świętokrzyskim, w powiecie pińczowskim, w gminie Pińczów.
W latach 1975–1998 miejscowość administracyjnie należała do województwa kieleckiego, w latach 1973-76 w gminie Gacki.

## Części wsi
| SIMC    | Nazwa               | Rodzaj    |
| ------- | ------------------- | --------- |
| 0262674 | Parcelacja Pierwsza | część wsi |
| 0262680 | Skałki              | część wsi |
| 0262697 | Stara Wieś          | część wsi |
| 0262705 | Zakościele          | część wsi |

## Historia Bogucic
W 1783 r. Bogucice położone wówczas w powiecie wiślickim w województwie sandomierskim, były własnością starosty zagojskiego Feliksa Łubieńskiego.
W czasie II wojny światowej 5 września 1939 r. w lesie obok Bogucic zakwaterował jeden z oddziałów wycofującej się armii „Kraków”. Była nim Krakowska Brygada Kawalerii. Pod koniec 1942 r. mieszkaniec Bogucic Bronisław Chojnowski zorganizował Oddział Specjalny Batalionów Chłopskich liczący około 35 ludzi.
W Bogucicach urodził się Mieczysław Orzeł – żołnierz Batalionów Chłopskich.

## Zabytki
- Kościół pw. Nawiedzenia NMP z 1630 ufundowany przez kanonika wiślickiego Tomasza Szawockiego. W prezbiterium zachowały się pozostałości gotyckiego kościoła z XIV w. Świątynia składa się z dwuprzęsłowej nawy o zbliżonym do kwadratu rzucie oraz węższego i niższego od niej, zamkniętego półkoliście prezbiterium. W barokowym ołtarzu głównym umieszczony jest obraz MB z Dzieciątkiem z pierwszej połowy XVIII w. Ołtarze boczne pochodzą z końca XVIII w.

Kościół został wpisany do rejestru zabytków nieruchomych (nr rej.: A.645 z 16.10.1956 i z 21.06.1967).
- Cmentarz parafialny z ok. połowy XIX w. (nr rej.: A.646 z 23.12.1992)[9].